# ذخیره‌گاه طبیعی پسخو-گومیستا
ذخیره‌گاه طبیعی پسخو-گومیستا (به لاتین: Pskhu-Gumista Strict Nature Reserve) یک منطقه حفاظت‌شده در گرجستان است که در آبخاز واقع شده‌است.